# French Touch
French Touch (с англ. — «Французское прикосновение») — пятый студийный альбом итало-французской певицы Карлы Бруни, выпущенный 6 октября 2017 года джазовым лейблом Verve Records. Альбом представляет собой сборник кавер-версий на композиции различных исполнителей. French Touch был сертифицирован как «золотой» Национальным синдикатом звукозаписи Франции и был в целом положительно оценен музыкальными критиками.

## Об альбоме
Инициатором создания French Touch выступил продюсер Дэвид Фостер, занимавший пост главы Verve Records в 2011—2016 годах. Посетив выступление Бруни в Лос-Анджелесе, Фостер оказался поражён услышанным и предложил певице свои услуги при записи очередного альбома.
Первоначально продюсер выступил с предложением о создании англоязычного альбома, состоящего из оригинальных композиций. В ответ на это Бруни заметила, что пыталась писать тексты на английском языке на протяжении почти 20 лет и ни разу не была в полной мере довольна получившимся результатом. Именно тогда и возникло компромиссное решение о записи альбома, представляющего собой сборник кавер-версий.
По словам самой Бруни, при составлении списка композиций для French Touch она руководствовалась исключительно собственными предпочтениями: «Эти песни я играла, когда мне было и 9 лет, и 29 — мы с друзьями могли играть и петь их под гитару ночи напролёт».
После достижения договорённости с Фостером певица записала демоверсии 20 известных песен и отослала их продюсеру. После этого Фостер отобрал наиболее понравившиеся ему композиции для чистовой записи.
Запись альбома проходила в Париже, Голливуде и Санта-Монике. Работа над French Touch началась в Париже, когда туда прибыл Фостер. Впоследствии Бруни отправилась в Калифорнию, где были записаны партии вокала и струнных инструментов.
В создании альбома принимали участие не только члены аккомпанирующей группы певицы, но и известные сессионные музыканты: барабанщик Джим Келтнер, гитарист Дин Паркс и харпер Микки Рафаэль.
French Touch стал первым альбомом в дискографии Бруни, на котором её творческий вклад фактически свёлся к исполнению вокальных партий.
В поддержку альбома было выпущено два сингла — «Miss You» The Rolling Stones (21 июля 2017) и «A Perfect Day» Лу Рида (6 октября 2017).

## Отзывы критиков
| Оценки критиков  | Оценки критиков |
| Источник         | Оценка          |
| ---------------- | --------------- |
| AllMusic         | [ 2 ]           |
| The Guardian     | [ 8 ]           |
| InterMedia       | [ 1 ]           |
| Record Collector | [ 9 ]           |

На сайте-агрегаторе рецензий Metacritic альбом удостоился 62 баллов из 100 на основе 5 учтённых рецензий — это означает, что альбом получил «в целом положительные отзывы от критиков».
Обозреватель журнала Record Collector Дэрил Эсли присвоил French Touch оценку в 4 балла (звезды) из 5. По мнению Эсли, спродюсированный Фостером альбом большей частью является «потрясающе забавным». Критик также отметил, что песни на French Touch оказывают наибольшее воздействие на слушателя тогда, когда их сопровождает некий легко считываемый контекст — так, кавер-версия песни Тэмми Уайнетт «Stand by Your Man» (с англ. — «Будь опорой своего мужчины») определённо вызывает в памяти времена, проведённые Бруни в качестве Первой леди Франции.
Том Юрек, пишущий для онлайн-сервиса AllMusic, оценил French Touch на 3,5 балла из 5. Юрек охарактеризовал представленные на альбоме прочтения известных песен как «интимные», и одновременно «лишённые чувства ностальгии и бесхитростные». Кроме того, обозреватель подчеркнул, что в исполняемых Бруни кавер-версиях отсутствует драматический накал, но при этом они звучат, точно «переполненные нежностью».
Музыкальный критик газеты The Guardian Дэйв Симпсон отнёсся к French Touch менее благосклонно, выставив ему оценку в 2 балла из 5. Среди прочего Симпсон посетовал, что Бруни сделала песни «The Winner Takes It All» ABBA и «Love Letters» Кетти Лестер (известна также в исполнении Элвиса Пресли) безэмоциональными, хотя полновесное исполнение этих композиций подразумевает наличие «настоящей страсти». Критик The Guardian также отдельно выделил аранжировки Фостера, варьирующиеся в диапазоне от «безукоризненно изощрённых до совершенно неуместных».
Обозреватель российского информационного агентства InterMedia Алексей Мажаев присвоил альбому оценку в 4 балла из 5. По мнению Мажаева, наиболее любопытными моментами French Touch являются хиты, «которые очень сложно было представить в „бардовском“ исполнении Карлы» — «Enjoy the Silence» Depeche Mode, «Jimmy Jazz» The Clash, «Love Letters», «The Winner Takes It All» и «Highway to Hell» AC/DC. Получившиеся версии этих песен критик назвал «неординарными и весьма непредсказуемыми, но при этом магнетическими». В конце рецензии Мажаев иронично заметил, что если бы Бруни пела по-русски, ей бы не составило никакого труда превратить во французский шансон произведения советской эстрады и русского рока.

## Коммерческий успех
French Touch дебютировал на 11-м месте французского хит-парада и не покидал список 200 наиболее популярных записей страны в течение 19 недель. 26 января 2018 года Национальный синдикат звукозаписи присвоил альбому «золотую» сертификацию за более чем 50 тысяч проданных экземпляров.
French Touch также вошёл в Топ-20 хит-парадов Валлонии (№ 16), Фландрии (№ 16), Швейцарии (№ 19), и Топ-50 хит-парадов Германии (№ 27), Испании (№ 38), Португалии (№ 42), Австрии (№ 45).

## Список композиций
| №   | Название                             | Автор(ы)                                           | Оригинальный исполнитель | Длительность |
| --- | ------------------------------------ | -------------------------------------------------- | ------------------------ | ------------ |
| 1.  | «Enjoy the Silence»                  | Мартин Гор                                         | Depeche Mode             | 3:14         |
| 2.  | «Jimmy Jazz»                         | Джо Страммер, Мик Джонс, Пол Симонон, Топпер Хидон | The Clash                | 2:31         |
| 3.  | «Love Letters»                       | Эдвард Хейман / Виктор Янг                         | Кетти Лестер             | 2:27         |
| 4.  | «Miss You»                           | Мик Джаггер, Кит Ричардс                           | The Rolling Stones       | 3:31         |
| 5.  | «The Winner Takes It All»            | Бенни Андерссон, Бьорн Ульвеус                     | ABBA                     | 3:32         |
| 6.  | «Crazy» (при участии Вилли Нельсона) | Вилли Нельсон                                      | Пэтси Клайн              | 3:03         |
| 7.  | «Highway to Hell»                    | Ангус Янг, Бон Скотт, Малькольм Янг                | AC/DC                    | 3:25         |
| 8.  | «A Perfect Day»                      | Лу Рид                                             | Лу Рид                   | 2:59         |
| 9.  | «Stand by Your Man»                  | Билли Шеррилл, Тэмми Уайнетт                       | Тэмми Уайнетт            | 2:43         |
| 10. | «Please Don't Kiss Me»               | Эллен Робертс, Дорис Фишер                         | Рита Хейворт             | 3:34         |
| 11. | «Moon River»                         | Джонни Мерсер / Генри Манчини                      | Одри Хепбёрн             | 3:14         |

| №   | Название     | Автор(ы)      | Оригинальный исполнитель | Длительность |
| --- | ------------ | ------------- | ------------------------ | ------------ |
| 12. | «Love Hurts» | Будло Брайант | The Everly Brothers      |              |

## Участники записи
Информация о техническом персонале и участниках записи взята из буклета альбома.

### Технический персонал
- Дэвид Фостер — продюсер
- Йохем ван дер Саг, Сильвен Тайе — сопродюсеры
- Йохем ван дер Саг — сведение (Blue Studios, Лос-Анджелес)
- Владо Меллер — мастеринг

### Музыканты
Вокал Карлы Бруни записан Йохемом ван дер Сагом и Хорхе Виво на Verve Studios, Санта-Моника. Вокал Вилли Нельсона на песне «Crazy» записан Стивом Чади.

#### Les Studios de la Seine, Париж
- Таофик Фарах — гитары
- Сирил Барбэссоль — пианино, клавишные, мелодика
- Лоран Вернере — бас
- Карла Бруни — гитара на «The Winner Takes It All»

#### Capitol Studios, Голливуд
- Джим Келтнер — ударные
- Рафаэль Падилья — перкуссия
- Дин Паркс — гитары
- Йохем ван дер Саг — синтезаторы, программирование и звуковой дизайн
- Дэвид Фостер — орган на «Love Letters», клавишные на «Crazy» и «Moon River», пианино на «The Winner Takes It All»
- Ванесса Фрибайрн-Смит — виолончельное соло в «The Winner Takes It All»
- Микки Рафаэль — губная гармоника на «Crazy»
- Дэвид Фостер, Крис Уолден — аранжировка духовых во всех песнях, кроме «Highway to Hell»
- Крис Уолден, Джеффри Галлегос — аранжировка духовых в «Highway to Hell»
- Рональд Кинг — труба
- Джеф Дрискилл — тенор-саксофон, кларнет
- Джеффри Галлегос — баритон-саксофон
- Дэвид Фостер, Крис Уолден — аранжировка струнных
- Кэролайн Кэмпбелл, Кэти Слоун, Сонга Ли, Тэмми Хэтван, Джозефина Вергара, Чарли Бишарат, Майя Джаспер, Джеки Брэнд, Кевин Кумар — скрипка
- Роб Брофи, Шон Манн, Эрик Райнарсон — альт
- Ванесса Фрибайрн-Смит, Джейкоб Браун, Ласло Мезо — виолончель

## Хит-парады
| Хит-парад (2017)                | Высшая позиция |
| ------------------------------- | -------------- |
| Австрия (Ö3 Austria)            | 45             |
| Бельгия/Фландрия (Ultratop)     | 16             |
| Бельгия/Валлония (Ultratop)     | 16             |
| Франция (SNEP)                  | 11             |
| Германия (Offizielle Top 100)   | 27             |
| Португалия (AFP)                | 42             |
| Испания (PROMUSICAE)            | 38             |
| Швейцария (Schweizer Hitparade) | 19             |

## Сертификации
| Регион                                                                      | Сертификация | Продажи |
| --------------------------------------------------------------------------- | ------------ | ------- |
| Франция (SNEP)                                                              | Золотой      | 50 000  |
| Данные о продажах + прослушиваниях приведены только на основе сертификации. |              |         |